# Zusters Missionarissen van het Onbevlekte Hart van Maria

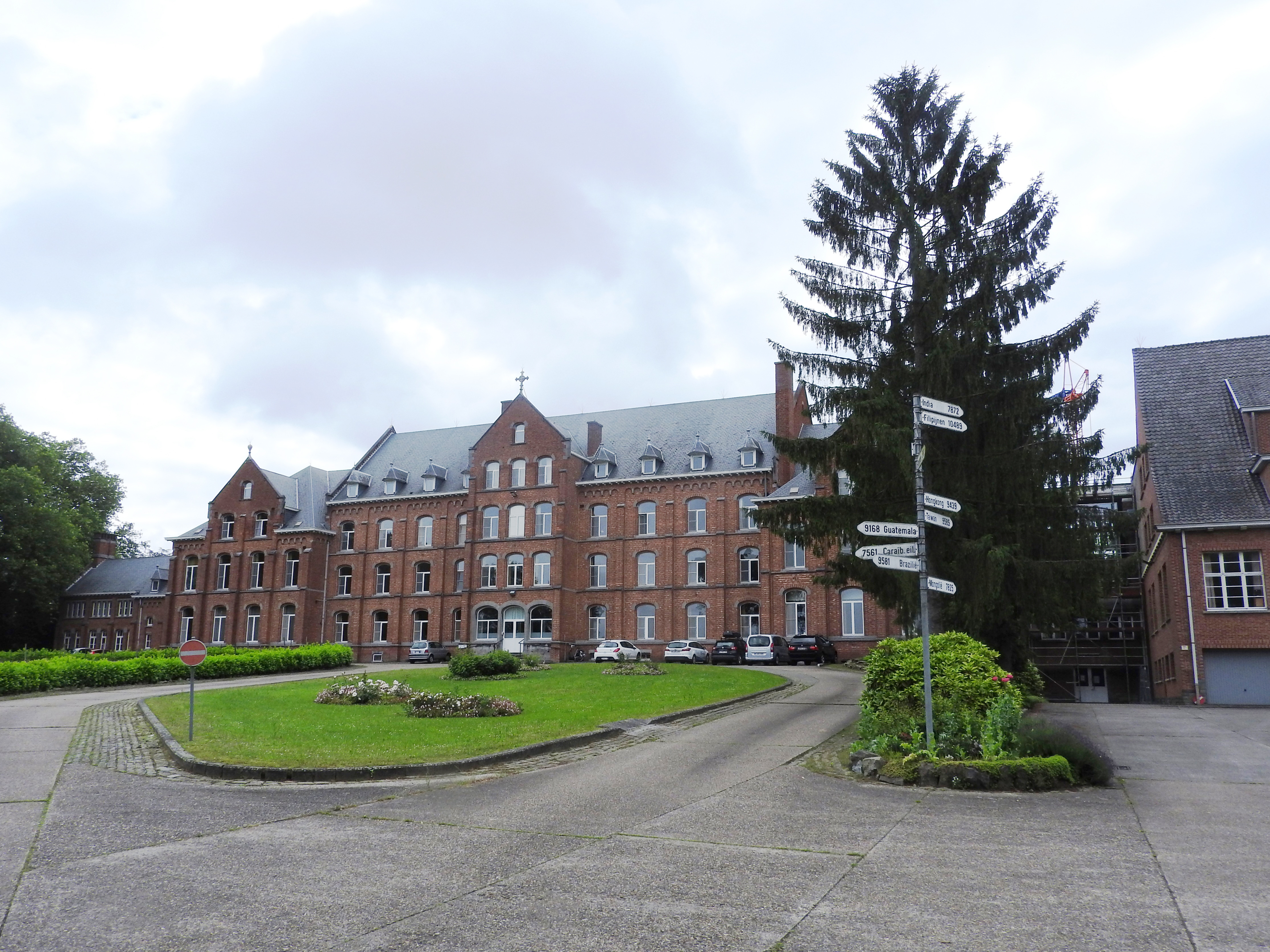
Het Missiehuis De Jacht in Heverlee

Missionarissen van het Onbevlekte Hart van Maria is een congregatie van zusters naar apostolisch recht. De zusters zijn ook bekend als de Missiezusters van De Jacht of de Zusters Missionarissen ICM (Immaculati Cordis Mariae).
Het generalaat was lange tijd gevestigd in Heverlee. Intussen is het gevestigd in Rome.
In 1897 stichtte Marie-Louise De Meester (1857-1928) samen met haar eerste gezellin Germaine De Jonckheere (Zuster Marie-Ursule, 21 november 1872, Staden - 8 maart 1958, Brugge) haar congregatie in Mulagumudu in het uiterste zuiden van India, waar ze op uitnodiging van de karmeliet Victor Verleure een weeshuis overnam en uitbouwde. Tot op vandaag draagt de orde er zorg voor een normaalschool en een kantklosatelier, en verzorgen de Indische zusters de contacten met de naburige parochies. De eerste tien jaar van de congreatie werden beschreven in het boek "Histoire d'une Fondation ou les dix premières années d'existence d'une congrégation missionnaire" door R.P.O. Huysman uit 1929.
Na de oprichting van andere missieposten in Zuid-India (o.a. Nagercoil en Kanyakumari), trok Zuster Marie-Louise naar de Filipijnen en tal van andere landen. Ze overleed in 1928 te Heverlee. De orde heeft wereldwijd meer dan honderd kloosters en richt zich vooral op onderwijs, verzorging en bewustmaking bij de armen. De jongste missie werd gesticht in Mongolië. De orde werkt in vele landen samen met de Scheutisten. Terwijl de congregatie in België reeds geruime tijd geen roepingen meer kent, treden in de oorspronkelijke ontwikkelingslanden nog steeds nieuwe zusters in. Deze werken in hun eigen land of trekken op hun beurt de wereld in.
De bekendste nog actieve Belgische ICM-zuster is Jeanne Devos die het National Domestic Workers Movement in India heeft opgericht en in 2005 genomineerd werd bij de Nobelprijs voor de Vrede.
Het boek "Het India van mijn tante" (Kramat, Jeff Keustermans) zoomt in op de activiteiten en realisaties van de ICM-zusters in India.
Einde 2010 keerde het generalaatsarchief uit Rome terug naar het KADOC in Leuven. Het bevat belangrijke informatie over de persoon, de visie, het charisma en de activiteiten van stichteres, en ook over de leden, de statuten, het bestuur, de congregationele spiritualiteit en over de missieposten en het apostolaatswerk van de orde.